# Capesterre-Belle-Eau
Capesterre-Belle-Eau (Guadeloupe-Kreolisch: Kapestè) ist eine Gemeinde mit 17.882 Einwohnern (Stand 1. Januar 2022) im französischen Überseedépartement Guadeloupe. Die Einwohner nennen sich Capesterriens.

## Geografie
Die Ortschaft befindet sich im Südosten der Insel Basse-Terre. Die Meeresküste – Capesterre-Belle-Eau liegt am Karibischen Meer – heißt, ähnlich wie die Ortschaft, Cabesterre, ein Name, der schon im 17. Jahrhundert existierte. Das Gemeindegebiet hat einen Anteil am Nationalpark Guadeloupe und enthält auch andere Monumente. Der Staudamm Barrage de Dumanoir mit einer Kapazität von 630.000 m³ wurde 2010 fertiggestellt.

## Geschichte
Das Gebiet, auf dem später Capesterre-Belle-Eau entstand, wurde am 4. November 1493 von Christoph Kolumbus entdeckt, der bekanntlich glaubte, Indien erreicht zu haben. Die Siedlung nahm im 17. Jahrhundert ihre Anfänge, als der Gouverneur Charles Houël von der Compagnie des îles d'Amérique, der amerikanischen Inselkompagnie, entsandt worden war.
| Bevölkerungsentwicklung | Bevölkerungsentwicklung | Bevölkerungsentwicklung | Bevölkerungsentwicklung | Bevölkerungsentwicklung | Bevölkerungsentwicklung | Bevölkerungsentwicklung | Bevölkerungsentwicklung |
| ----------------------- | ----------------------- | ----------------------- | ----------------------- | ----------------------- | ----------------------- | ----------------------- | ----------------------- |
| Jahr                    | 1961                    | 1967                    | 1974                    | 1982                    | 1990                    | 1999                    | 2014                    |
| Einwohner               | 16.085                  | 17.912                  | 18.143                  | 17.472                  | 19.012                  | 19.568                  | 19.107                  |

## Kultur und Sehenswürdigkeiten
- Chutes du Carbet
- Brennerei Rhum Longueteau
- Hindu-Tempel von Changy

## Persönlichkeiten
- Philippe-François Pinel Dumanoir (* 1806 in Capesterre; † 1865 in Pau), Theaterautor.